# Chroicocephalus
Chroicocephalus – rodzaj ptaków z podrodziny mew (Larinae) w rodzinie mewowatych (Laridae).

## Zasięg występowania
Rodzaj obejmuje gatunki występujące w Eurazji, Afryce, Ameryce i Australazji.

## Morfologia
Długość ciała 28–48 cm, rozpiętość skrzydeł 78–110 cm; masa ciała 170–714 g.

## Systematyka

### Etymologia
- Hydropeleia: gr. ὑδρο- hudro- „wodny”, od ὑδωρ hudōr, ὑδατος hudatos „woda”; πελεια peleia „gołąb”[17]. Gatunek typowy: Larus hartlaubii Bruch, 1853.
- Chroicocephalus (Kroicocephalus, Chroecocephalus, Kroikocephalus, Chroocephalus, Chroeocephalus): gr. χρωικος khrōikos „kolorowy”, od χρωζω khrōzō „kolorować, plamić”; -κεφαλος -kephalos „-głowy”, od κεφαλη kephalē „głowa”[18].
- Gelastes: epitet gatunkowy Larus gelastes von Keyserling & Blasius, 1840[b]; gr. γελαστης gelastēs „kpiarz”, od γελαω gelaō „śmiać się”[19]. Gatunek typowy: Larus genei de Breme.
- Melagavia: gr. μελας melas, μελαινα melaina „czarny”; rodzaj Gavia Kaup, 1829 (mewa)[20]. Gatunek typowy: Larus serranus von Tschudi, 1844.
- Cirrhocephala: epitet gatunkowy Larus cirrocephalus Vieillot, 1818; nowołac. cirrus lub cirrhus „chmura”, od łac. cirrus, cirri „kółeczko”; gr. -κεφαλος -kephalos „-głowy”, od κεφαλη kephalē „głowa”[21]. Gatunek typowy: Larus cirrocephalus Vieillot, 1818.
- Bruchigavia: Carl Friedrich Bruch (1789–1857), niemiecki zoolog; łac. gavia „nieznany ptak morski”, być może mewa[22]. Gatunek typowy: Larus novaehollandiae Stephens, 1826.
- Lambruschinia: epitet gatunkowy Xema lambruschinii Bonaparte, 1840[b]; kardynał Luigi Lambruschini (1776–1854), włoski arcybiskup Genui, nuncjusz papieski we Francji, sekretarz stanu papieża Grzegorza XVI[23]. Gatunek typowy: Larus genei de Breme, 1839.
- Melanolarus: gr. μελας melas, μελανος melanos „czarny” (tj. czarnogłowy); gr. λαρος laros „żarłoczny ptak morski”, być może mewa[24]. Nowa nazwa dla Melagavia Bonaparte, 1854 ze względu na puryzm.
- Microlarus: gr. μικρος mikros „mały”; rodzaj Larus Linnaeus, 1758 (mewa)[25]. Gatunek typowy: Sterna philadelphia Ord, 1815.

### Podział systematyczny
Do rodzaju należą następujące gatunki:
- Chroicocephalus genei (de Breme, 1839) – mewa cienkodzioba
- Chroicocephalus philadelphia (Ord, 1815) – mewa kanadyjska
- Chroicocephalus serranus (von Tschudi, 1844) – mewa andyjska
- Chroicocephalus maculipennis (M.H.C. Lichtenstein, 1823) – mewa patagońska
- Chroicocephalus novaehollandiae (Stephens, 1826) – mewa czerwonodzioba
- Chroicocephalus bulleri (F.W. Hutton, 1871) – mewa czarnodzioba
- Chroicocephalus brunnicephalus (Jerdon, 1840) – mewa tybetańska
- Chroicocephalus ridibundus (Linnaeus, 1766) – mewa śmieszka
- Chroicocephalus cirrocephalus (Vieillot, 1818) – mewa szarogłowa
- Chroicocephalus hartlaubii (Bruch, 1853) – mewa przylądkowa